# Virginsk mår
Den virginske mår (Martes pennanti) er en nordamerikansk dyreart indenfor mårfamilien. Den bliver 45-75 cm lang og vejer 2-5 kg.